# Баді Хайрі
Баді Хайрі (араб. بديع خيري; 18 серпня 1893 — лютий 1966) — єгипетський народний лірик і драматург. Був одним із народних ліриків, які черпали слова та натхнення зі старих традиційних єгипетських народних історій та популярних вуличних пісень, які співали маси на святах. Написав кілька оповідань для таких фільмів, як El Hub Keda (1961).
Автор слів пісні Salma Ya Salama, популяризрваної Далідою.